# Контрерас, Ана Росарио
Ана Росарио Контрерас — венесуэльская правозащитница и медсестра. Президент Колледжа медсестер Каракаса. Контрерас выступает за права человека и необходимость демократии, вопреки государственной практике преследования оппонентов и тюремных пыток. В частности, в 2018 году она возглавила всеобщую забастовку венесуэльских медсестёр, в рамках которой работники требовали выплаты зарплаты. В 2021 году она была удостоена Международной женской награды за отвагу.